# Bulbophyllum heliophilum
Bulbophyllum heliophilum là một loài phong lan thuộc chi Bulbophyllum.